# カスパー・ハウザーの謎
『カスパー・ハウザーの謎』（原題：Jeder für sich und Gott gegen alle）は、1974年制作の西ドイツ映画。
19世紀のドイツ・ニュルンベルクに実在した素性不明の孤児カスパー・ハウザーを描いた映画。ヴェルナー・ヘルツォーク監督。

## キャスト
- カスパー・ハウザー：ブルーノ・S
- ゲオルク・フリードリヒ・ダウマー教授：ヴァルター・ラーデンガスト
- ケイテ：ブリギッテ・ミラ
- ランコニ：ハンス・ムゼウス
- スタンホープ卿：ミカエル・クロエシャー
- フローリアン（盲目のピアニスト）： フローリアン・フリッケ（本作の音楽も担当しているミュージシャン。実際には盲目ではない）

## 評価
本作は高い評価を受け、ドイツ内外で数々の賞を受賞した。
- 第28回カンヌ国際映画祭
  - 審査員特別グランプリ受賞（ヴェルナー・ヘルツォーク）
  - 国際映画批評家連盟賞受賞（ヴェルナー・ヘルツォーク）
  - エキュメニカル審査員賞受賞（ヴェルナー・ヘルツォーク）

- ニューヨーク・フィルムフェスティバル最優秀映画賞受賞[3]
- ドイツ映画賞
  - 編集賞受賞
  - プロダクションデザイン賞受賞